# Роберт Плант
Роберт Ентони Плант (енгл. Robert Anthony Plant; Вест Бромвич, 20. август 1948) британски је рок певач и текстописац. Познат је по томе што је био члан енглеске рок групе Лед Зепелин, чији је члан био од 1968. до 1980. године, када је преминуо бубњар Џон Бонам, али и по својој соло каријери касније.
Плант је уживао велики успех са Лед Зепелином од касних 1960-их до краја 1970-их. Развио је упечатљив имиџ харизматичног рокенрол фронтмена, сличан онима савременика као што су Мик Џегер из Ролинг Стоунса, Роџер Далтри из групе Ху, Џим Морисон из Дорса и Фреди Меркјури из Квина. Са својом гривом дуге плаве коврџаве косе и моћним изгледом голих груди, Плант је помогао да се створи архетип „бога рокенрола". Иако се Лед Зепелин распао 1980. године, Плант је повремено сарађивао са Џимијем Пејџом на разним пројектима у каснијим годинама.
Моћан и широк вокални опсег (посебно очигледан у његовом високо регистрованом вокалу) омогућио је Планту успешну певачку каријеру која траје више од 50 година. Године 2008. уредници Ролинг Стонс магазина сврстали су га на 15. место на својој листи 100 најбољих певача свих времена. Године 2011. читаоци Ролинг Стонса су Планта рангирали као најбољег од свих певача. Године 2006. часопис Хит Парадер прогласио је Планта „највећим метал вокалистом свих времена“.
Као део бенда Лед Зепелин, ушао је у Рокенрол кућу славних 1995. године.

## Ране године
Роберт Ентони Плант је рођен 20. августа 1948. године у граду Вест Бромвич, Стафордшир, Енглеска, од Роберта Ц. Планта, квалификованог грађевинског инжењера који је радио у Краљевском ваздухопловству током Другог светског рата, и Ени Селије Плант (рођена Каин), Ромкиње. Одрастао је у области Хејли Грин у Хејлсовену у Вустерширу. Плант је рано стекао интересовање за певање и рокенрол музику; у интервјуу са Ендруом Дентоном у ток шоу Дентон 1994. године, Плант је изјавио да је желео, као десетогодишњак, да буде као Елвис Присли:
| „ | Када сам био клинац, крио сам се иза завеса код куће за Божић и покушавао сам да будем Елвис. Између завеса и француских прозора владао је неки амбијент, ту је био неки звук за десетогодишњака. То је био сав амбијент који сам добио са десет година... И увек сам желео да будем... помало сличан томе. | ” |

Напустио је школу Едвард VI за дечаке у Стауербриџу, у својим средњим тинејџерским годинама и заволео блуз, поготово Вилија Диксона, Роберта Џонсона и раним обрадама песама овог жанра.
| „ | Претпостављам да сам био прилично заинтересован за моју колекцију марака и романско-британску историју. Био сам мали гимназијалац и могао сам да чујем ову врсту дозивања кроз таласе. | ” |

Напустио је обуку за рачуновођу након само две недеље да би похађао колеџ у покушају да стекне више пропусница за ГЦЕ и да постане део енглеске блуз сцене у Мидлендсу. „Отишао сам од куће са 16 година“, рекао је, „и почео сам своје право музичко образовање, прелазећи из групе у групу, унапређујући своје знање о блузу и другој музици која је имала тежину и вредна слушања“.
Плантови рани утицаји на блуз укључивали су Џонсона, Буку Вајта, Скипа Џејмса, Џерија Милера и Слипија Џона Естеса. Плант је имао разне послове током почетка своје каријере. Снимио је три опскурна сингла и певао са разним бендовима, укључујући Кролинг Кинг Снејкс, где је упознао будућег бубњара Лед Зепелина, Џона Бонама. Обојица су наставили да свирају у Банд оф Џој, спајајући блуз са новијим психоделичним трендовима.

## Лед Зепелин
Године 1968. гитариста Џими Пејџ је био у потрази за певачем за свој нови бенд и упознао Планта након што га је одбио његов први изабраник, Тери Рид, који га је упутио на наступ на педагошком колеџу у Бирмингему (где је Плант певао у бенду). Испред Пејџа, Плант је отпевао песму, што је довело до тога да Пејџ прекине потрагу. Како се сећају Плант и Пејџ:
Плант:
| „ | Појављивао сам се на овом колеџу када су се појавили [менаџер Питер Грант] и Џими и питали ме да ли бих желео да се придружим Јардбирдсима. Знао сам да су урадили много посла у Америци – што је за мене значило публику која би желела да зна шта бих могао да понудим – тако да сам, наравно, био веома заинтересован. | ” |

Пејџ:
| „ | Када сам га тестирао и чуо како пева, одмах сам помислио да нешто није у реду са њим у погледу личности или да је немогуће радити са њим, јер једноставно нисам могао да разумем зашто, након што ми је рекао да ће пева већ неколико година, још није постао велико име. Тако да сам га оставио код мене на кратко, само да га проверим, и одлично смо се слагали. Није било проблема. | ” |

Са заједничком страшћу према музици, Плант и Пејџ су одмах развили јаку везу и започели сарадњу у писању прерадом ранијих блуз песама. Првобитно назван "New Yardbirds" 1968. године, бенд је убрзо постао познат као Лед Зепелин. Истоимени деби албум бенда доспео је на топ листе 1969. године и надалеко је заслужан као катализатор хеви метал жанра. Плант је прокоментарисао да је неправедно да људи мисле о бенду као о хеви металу, јер је скоро трећина њихове музике била акустична.
1975. Плант и његова супруга Морин су тешко повређени у саобраћајној несрећи на Родосу, у Грчкој. Ово је значајно утицало на продукцију седмог албума Лед Зепелина Presence на неколико месеци док се он опорављао, и приморало бенд да откаже преостале датуме турнеје за ову годину.
Ствари су се биле још горе када је 1977. његов најстарији син Карак преминуо од стомачне инфекције док је Плант био на турнеји по Сједињеним Државама. Каракова смрт га је касније инспирисала да у његову част напише песму "All My Love", која се нашла на последњем студијском албуму Лед зепелина "In Through the Out Door" из 1979.
Глас и певачка техника Роберта Планта су биле врло необичне у поређењу са осталим певачима из тог времена као што су Џон Ленон, Мик Џегер и остали, а ове особине су му помогле да дефинише јединствени звук Лед зепелина и стил певања у хеви металу. Плант је тенор и његов високи, завијајући глас је посебно изражен у многим песмама Лед зепелина као што су "Communication Breakdown", "Dazed and Confused","Over the Hills and Far Away" и "Whole Lotta Love". Његов певачки метод се одликује вишим гласом од просечног мушкарца и агресивном и грубом бојом гласа. Његово извођење песме "Communication Breakdown је посебно интензивно и често се цитира као један од првих примера модерног панк вокалног стила. Плантове опуштеније и нежније песме је често пратио експлозивни хор, као у песмама "Ramble On" и "Stairway to Heaven", што је помогло да се успостави и популарише формат рок баладе. Плант је постао један од најзначајнијих рок певача током 1970-их, утицавши на стилове многих својих савременика попут Стивена Тајлера, Пола Стенлија, Фредија Меркјурија и Робина Зендера, а касније и на Брајана Џонсона, Аксела Роуза, Криса Робинсона, Шенон Хун и Џастина Хоукинса.

### Лирика
Плант није почео да пише текстове песама за Лед Зепелин све до снимања албума Лед Зепелин II, 1969. Према Џимију Пејџу:
| „ | Најважнија ствар код Лед Зепелина II је да сам до тог тренутка ја писао текстове. Роберт раније није писао и требало му је доста терања да би писао, што је било смешно. А онда је на другом ЛП-у написао речи за песму Thank You. Рекао је: „Волео бих да се позабавим овим и да то напишем за своју жену.“ | ” |

Плантови текстови су често мистични, филозофски и спиритуални, који алудирају на догађаје из класичне или нордијске митологије, као што су песма "No Quarter", која се односи на бога Тора и "Immigrant Song", која се односи на Валхалу и викиншка освајања. Још један пример је "The Rain Song", која садржи наговештаје разних паганских ритуала. Текстови попут ових су довели до популаризације везивања Лед зепелина и њиховог посебног жанра рока са паганском митологијом. Плант је такође био под утицајем Џ. Р. Р. Толкина, чије су књиге инспирисале стихове у неким раним песмама Лед зепелина. Најпознатије "Battle of Evermore", "Misty Mountain Hop" и "Ramble On" све садрже референце на Толкиновог Господара прстенова. Плант је понекад користио више отвореније текстове засноване на блузу који су се бавили првенствено са сексом, дрогама и насиљем, као што је у песмама "", "", "" и "".
Велшка митологија такође чини основу Плантовог интересовања за мистичну лирику. Одрастао је близу велшке границе и често би одлазио на летња путовања у Сноудонију. Плант је купио велшку фарму оваца 1973. и почео је да узима часове велшког и проучава митологију земље. Плантов први син, Карак, добио је име по велшком ратнику Каратакусу. Песма "Bron-Y-Aur Stomp” је добила име по велшкој колиби из 18. века, у власништву пријатеља његовог оца. Песме "Misty Mountain Hop", "That's the Way" и рана упуштања у оно што ће постати "Stairway to Heaven" написане су у Велсу и лирски одражавају Плантов мистични поглед на земљу. Критичар Стив Тарнер сугерише да су Плантова рана и континуирана искуства у Велсу послужила као основа за његово шире интересовање за митологије које поново разматра у својим текстовима (укључујући оне митске системе Толкина и Нордијца).
Пејџова страст за разноврсним музичким искуствима су натерали Планта да истражује Африку, посебно Маракеш у Мароку, што је најочигледније у песми "Kashmir". И Плант и Џими Пејџ су се вратили овим утицајима током њиховог заједничког албума "No Quarter: Jimmy Page and Robert Plant Unledded" из 1994. У својој соло каријери, Плант се поново вратио овим утицајима, а то је најочигледније на албуму "Dreamland из 2002. Плант је о посети Мароку и певачици Ум Култум рекао:
| „ | У почетку ме је заинтригирала скала, а очигледно и вокални рад. Начин на који је певала, начин на који је могла да држи ноту, осећала се напетост, могло се рећи да ће сви, цео оркестар, држати ноту док она не пожели да се промени. | ” |

Један од Плантових најзначајнијих и најутицајнијих дела са Лед Зепелином је био његов допринос песми "Stairway to Heaven", епској фантазијској рок балади која се нашла на албуму "Led Zeppelin IV", а која је вукла утицаје из фолка, блуза, келтске традиционалне музике и хард рока. Већину стихова песме Плант је спонтано написао 1970. у Хедли Гренџу. Иако никада није издана као сингл, песма се попела на врх топ-листа као најбоља песма свих времена на различитим изборима широм света. Други обожаваоци тврде да је Плант имао боље представе у другим епским баладама Лед Зепелина као што су "Kashmir" или "Achilles Last Stand". Међутим, све ове песме су постале уско повезане са албумима на којима су се налазиле.
Плант је такође прихваћен због својих импровизација на концертима Лед зепелина, често певајући стихове који су се раније нису чули на студијским снимцима. Један од најчувенијих музичких изума Лед зепелина је укључивало Плантово гласовно опонашање гитарских ефеката Џимија Пејџа. Ово се може чути у песмама "", "", "" и "".
Такође је познат по својој лакомисленој, духовитој и необичној појави на сцени. Плант често расправља о пореклу и позадини песама током својих емисија, а понекад даје и друштвене коментаре. Често говори о америчким блуз музичарима као својој инспирацији, помињући уметнике попут Роберта Џонсона, Хаулина Вулфа, Слепог Вилија Џонсона и Вилија Диксона на церемонији увођења у Кућу славних рокенрола и концерту Ахмета Ертегуна 2007. са Лед Зепелином.

### Сценска појава
Плант је уживао велики успех са Лед Зепелином током 1970-их и развио је слику харизматичног рокенрол певача као што је покојни Џим Морисон из Дорса. Са својом дугом плавом куштравом косом и наступима са разголићеним грудима, Плант је успео можда више него други извођачи да створи архетип „бога рока“. Плант је био посебно активан на концертима, често играјући, скачући, пуцкетајући прстима, тапшајући, радећи нагле покрете да нагласи стих или ударац у чинеле, заносећи главу уназад или стављајући руке на кукове. Како је деценија напредовала, Плант је, заједно са осталим члановима Лед Зепелина, почео да носи изразито дречаву одећу и накит.
Према часопису Classic Rock, „када је имао неколико америчких турнеја под својом пажњом, 'Перси' Плант је брзо развио запањујући степен дрскости и разметљивости што је непобитно повећало све већу привлачност Лед Зепелина.” Године 1994. на турнеји "Unledded" са Џимијем Пејџом, и сам Плант је шаљиво говорио о свом представу Лед Зепелина:
| „ | Не могу да схватим целу своју тада певачку личност веома озбиљно. Није неко велико дело лепоте и љубави бити рокенрол певач. Тако сам научио неколико потеза од Елвиса и један или два од Сони Боја Вилијамсона II и Хаулин Вулфа и све их урадио заједно. | ” |

Једна од најчуднијих награда које је добио је од часописа Rock Scene по називу "Chest O Rama". Читаоци часописа морали су да одлуче ко има најбоље груди у рок музици, а Плант је био победник. Када су га контактирали у вези са тим, он је одговорио: „Заиста сам почаствован, иако ми је тешко да будем елоквентан на тему мојих груди.“

## Соло каријера

### Рана каријера и успех (1982–1993)
Након што се Лед Зепелин распао у децембру 1980. (након смрти бубњара Џона Бонама), Плант је накратко размишљао о напуштању музике како би наставио каријеру наставника у образовном систему Рудолфа Штајнера, и отишао толико далеко да је био прихваћен за обуку наставника. Он је ипак кренуо у успешну соло каријеру, уз подршку бубњара Џенесиса Фила Колинса, који је наставио да свира са њим. Плантова соло каријера почела је албумом Pictures at Eleven 1982. године, након чега је уследио The Principle of Moments из 1983. године. Популарне песме из овог периода су "Big Log" (међу првих 20 хитова 1983), "In the Mood" (1984), "Little by Little" (1985), "Tall Cool One" (1988) и "I Believe" (1993), која се појавила на саундтреку филма Беле ноћи из 1985. са Грегоријем Хајнсом и Михаилом Баришњиковим у главним улогама, и популаризована емитовањем на рок станицама оријентисаним на албуме. "I Believe", као и "All My Love", написана је и посвећена његовом покојном сину Караку. Док је Плант избегавао да изводи песме Лед Зепелина током већег дела овог периода (иако је повремено импровизовао своје јединствене Зепелин вриске у свој сет), његове турнеје 1983. (са Филом Колинсом на бубњевима) и 1985. биле су веома успешне, често наступајући за продате ван просторија величине арене. Године 1986. Плант је наступио на добротворном концерту у Бирмингему Heart Beat Charity Concert са другим познатим музичарима из Мидленда.
Током касних 1980-их и раних 1990-их Плант је написао три соло албума са клавијатуристом и текстописцем Филом Џонстоном. То су били: Now and Zen 1988, Manic Nirvana 1990. и Fate of Nations из 1993. Песме са овог трећег албума, плус део класика Лед Зепелина, чиниле су сет-листу за Плантов хваљени наступ на заласку сунца на главној бини Гластонбери фестивала 1993. године. Џонстон је био тај који је наговорио Планта да свира песме Лед Зепелина у својим наступима уживо, чему се Плант увек одупирао, не желећи да заувек буде познат као „бивши вокал Лед Зепелина“.
Иако су се Лед Зепелин разишли 1980. године, Плант је повремено сарађивао са Џимијем Пејџом на различитим пројектима током овог периода, укључујући формирање краткотрајне ол-стар групе са Пејџом и Џефом Беком 1984. под називом Тhe Honeydrippers. Издали су албум под називом The Honeydrippers: Volume One, а бенд је имао хит број 3 са римејком песме Фила Филипса "Sea of Love", као и хит са обрадом песме Роја Брауна "Rockin' at Midnight". Пар је поново радио заједно у студију на Пејџовом соло пројекту Outrider из 1988. године, а исте године Пејџ је допринео Плантовом албуму Now and Zen. Такође, 15. маја 1988. Плант се појавио са Пејџом као члан Лед Зепелина на концерту поводом 40. годишњице Атлантик Рекордса (где је такође наступао самостално као соло уметник). Плантова сарадња уживо са другим познатим музичарима настављена је када је изашао на сцену са групом Квин на стадиону Вембли, за "The Freddie Mercury Tribute Concert", где је отпевао Квинове „Innuendo" и "Crazy Little Thing Called Love", и Лед Зепелинове „Kashmir" и "Thank You". Плант је наступао у неколико малих дворана са својим фолк-рок групом Прајори оф Брајан.

### Пејџ и Плант (1994–1998)
Пејџ и Плант су постали пуноправни извођачи од 1994. до 1998. године, издавши албум No Quarter: Jimmy Page and Robert Plant Unledded 1994. и након тога са изузетно успешном турнејом 1995. године, укључујући повратак у центар пажње Гластонберија. Четрнаест година нагађања њихових фанова завршило се када су поново сазвали своје некадашње музичко партнерство како би продуцирали No Quarter. Пошто су се дуго одупирали понудама МТВ-а да се реформишу како би снимили емисију Unplugged, коначно су прихватили као део договора који им је такође омогућио да посете Мароко како би снимили нови материјал. Албум комбинује резултате оба ова пројекта. Материјал Лед Зепелина садржи нове аранжмане и нове инструменте, укључујући гудаче, египатске музичаре и вокале британско-азијске звезде Најме Акхтар.
Пејџ и Плант су снимили свој једини пост-Зепелин албум Walking into Clarksdale, из 1998. године, покушај који је био комерцијално неуспешан, што је довело до тога да се Плант вратио својој соло каријери. Песму са овог албума, "Please Read the Letter", Плант је поново снимио са Алисон Краус, и представљена је на њиховом албуму из 2007. који је освојио награду Греми за снимак године.
2002. са својом новооснованом групом Стрејнџ сенсејшн, Плант је објавио албум "Dreamland", добро прихваћену колекцију углавном блуз и фолк обрада. За разлику од ове колекције обрада углавном непознатих песама, други албум са Стрејнџ сензејшнсом "Mighty ReArranger" је садржао нове, оригиналне песме. За ова два албума Плант је добио неке од најбољих оцена у својој соло каријери као и четири номинације за Греми, две 2003. и две 2006.
Као бивши члан Лед зепелина, заједно са Џимијем Пејџом и Џоном Полом Џонсом, Плант је добио Греми награду за животно дело 2005. и Награду Полар мјузика. Плант је још увек активан на турнејама, од којих се најскорија са Стрејнџ сензејшнс одржала 2005/2006 по Сједињеним Државама и Европи. Лед зепелин се поново окупио за концерт у Лондону крајем 2007. у част покојног менаџера групе.

## Дискографија

### Соло дискографија
- UK #2 US #5
- (1984), са Џимијем Пејџом
- (1985)
- (1988)
- (1990)
- (1993)
- (1994), као Пејџ и Плант
- (1998), као Пејџ и Плант
- (2002)
- (2003)
- (2005), са Стрејнџ сензајшн
- (2006)
- (2006), DVD.